# Colpi di fortuna
Colpi di fortuna è un film del 2013 diretto da Neri Parenti con Luca Bizzarri, Paolo Kessisoglu, Christian De Sica, Francesco Mandelli e Lillo e Greg.

## Trama
Il film è diviso in tre episodi tra loro indipendenti.

### Primo episodio
Mario e Piero sono due liguri che lavorano al porto di Napoli come impiegati per una società di crociere. Piero è perdutamente innamorato di Barbara, la cassiera del bar del porto, al punto tale da comprare da lei decine di pacchetti di sigarette anche se non fuma e costringere Mario ad andare sempre a pranzo con lui in tale bar anche se esso offre cibo non molto buono. Una sera Piero, andato al bar per vedere Barbara, gioca al Lotto, ma poco dopo scopre che la donna è fidanzata con un altro uomo e, addolorato, chiama Mario per dirglielo: si scopre quindi che il fidanzato di Barbara è proprio Mario, che non ha mai avuto il coraggio di dirlo all'amico per non farlo soffrire. Tornato a casa, Piero inizia a bere, affogando la delusione nell'alcool, e prende una sbornia. La mattina dopo Mario scopre che la giocata di Piero ha portato a una vincita di ben 6 milioni di euro e corre a dirglielo, ma lo trova ancora svenuto, con un taglio di capelli a cresta e con un cane che non è il suo in casa. Si scopre quindi che Piero, mentre era ubriaco, è uscito di casa, ha perso la giacca con il biglietto vincente nella tasca e non ricorda dove sia stato e cosa abbia fatto in tale frangente. I due iniziano quindi una corsa per ricostruire l'accaduto e trovare il biglietto, con una serie di disavventure che coinvolgono le persone incontrate da Piero mentre era ubriaco: il tentativo di recuperare la giacca, dopo aver localizzato il telefono di Piero, addosso a un defunto di cui si sta svolgendo il funerale, che si scoprirà essere un tassista con cui Piero aveva viaggiato la notte precedente (e che, pur avendo il telefono, portava un'altra giacca), l'incontro con diversi calciatori del Napoli e un disguido con il boss della camorra don Altiero, che aveva lasciato il proprio cane a Piero, nonché un pestaggio da parte di due uomini della malavita. Alla fine i due ritrovano la giacca, il biglietto ed il cane di Piero a casa di Barbara, dove Piero scopre sia che la sera prima ha fatto l'amore con Barbara e non lo ricorda, sia che Mario e Barbara stanno insieme (Piero infatti aveva chiesto a don Altiero di far malmenare il suo rivale in amore, e gli scagnozzi del boss, avendo trovato sia Mario che Piero sotto la casa di Barbara, li avevano picchiati entrambi). I due, insieme a Barbara, acquistano uno yacht con la somma vinta al lotto e Mario e Barbara rimangono fidanzati, con buona pace di Piero, il quale continua a non ricordare nulla di quella notte e nel frattempo si è innamorato di un'altra donna, Federica, che gestisce un negozio di animali, motivo per cui lo yacht è popolato da cuccioli di qualsiasi genere.

### Secondo episodio
Il dottor Gabriele Brunelli è un imprenditore estremamente superstizioso, che pratica rituali scaramantici in continuazione e lavora in un ufficio pieno di cornetti e amuleti. La sua azienda, che produce indumenti in cachemire, è in procinto di concludere un grosso affare per poter utilizzare, in esclusiva, una pregiata lana derivata dalle barbe delle capre mongole. Dal momento che il proprietario delle capre parla solo la sua lingua madre, Brunelli ha bisogno di un interprete dal mongolo e gli si rende subito disponibile Bernardo Fossa, traduttore giovane e bravo che però sembra portare molta sfortuna e causare catastrofi ovunque vada. I due lavorano insieme per un certo periodo, durante il quale a Brunelli accadono imprevisti di ogni genere, portandolo a comprendere l'influenza negativa di Fossa ed a tentare di allontanarlo, assumendo un'altra traduttrice. Il proprietario delle capre, anch'esso molto superstizioso, però, non accetta di continuare l'affare in tali condizioni, quindi Brunelli contatta di nuovo Fossa in occasione di un volo in aereo verso Roma per un pranzo insieme all'allevatore; durante tale pranzo si verificano alcuni incidenti che portano il proprietario delle capre a credere che sia Brunelli a portare sfortuna ed a decidere di abbandonare l'affare. Brunelli si infuria quindi con Fossa, accusandolo di essere un menagramo, per poi scusarsi dopo aver scoperto che l'affare sarebbe stato disastroso per l'azienda, in quanto il terreno su cui pascolavano le capre è risultato essere radioattivo. Per farsi perdonare, Brunelli offre a Fossa la possibilità di soddisfare qualsiasi sua richiesta, e Fossa gli chiede un lavoro fisso nella sua azienda; Brunelli lo chiude in un ufficio dentro a un edificio blindato a forma di cornetto molto lontano dal resto dell'azienda, completamente isolato e con tanto di cartelli che vietano di avvicinarsi dall'esterno.

### Terzo episodio
Felice Mammola è un ex ballerino di Raffaella Carrà, ritrovatosi costretto ad insegnare danza per la riabilitazione degli ospiti di una casa di riposo a Roma. Sposato con Giovanna e padre di quattro bambini, di cui due adottati, a un certo punto Felice viene contattato da un notaio di Rovereto, che gli comunica che il suo defunto padre, che Felice non sapeva di avere mai avuto (come il padre stesso aveva richiesto nel testamento), gli ha lasciato in eredità una piccola somma di denaro e soprattutto un fratello minore, Walter, il quale, a detta del notaio, senza il padre è incapace di badare a sé stesso, quindi Felice pensa che il fratello sia ancora bambino. Walter, in realtà, è adulto ed ha soltanto un anno in meno di Felice, ma non è auto-sufficiente in quanto pieno di tic ed affetto da seri problemi mentali (anche se preferisce definirsi "una persona speciale"), che causano vari problemi nel suo inserimento in famiglia: Walter non tocca le maniglie delle porte, spesso immagina e interagisce con cose e persone che in realtà non esistono, quando viene contraddetto entra in crisi iniziando ad urlare, schiaffeggia la prima persona che vede quando qualcuno pronuncia le parole niente e nulla e, per assurdo, definisce i familiari "strani" quando non capisce i loro comportamenti. A un certo punto Walter chiede a Felice e Giovanna di accompagnarlo a ballare insieme a Svetlana, una ragazza del tutto inesistente, con la quale fa addirittura l'amore. Si scopre poi che c'era stato un errore: Felice e Walter non sono veramente fratelli e il vero fratello di Walter non ne vuole assumere la custodia. Walter dovrebbe essere quindi condotto in un istituto neurologico, ma la famiglia, che gli si è ormai affezionata, gli consente di scappare portandolo in Svizzera; in questo modo, grazie all'investimento nelle azioni di una società aerospaziale (che inizialmente costavano poco in quanto nessuno le considerava), Walter, che aveva in progetto da tempo un velivolo orbitale (anche se, quando ne parlava, tutti pensavano che fosse una delle sue tante follie), fa in modo che la sua idea venga realizzata, accumula un'enorme ricchezza e soddisfa i più grandi desideri della sua famiglia, arrivando ad avere accanto una vera donna durante il viaggio nello spazio.

## Produzione
Il film è stato girato a partire dal 13 settembre 2013 a Arco, Riva del Garda, Trento, Rovereto, Napoli, Ronciglione e Roma.
Le sigarette comprate da Piero nel primo episodio sono di marca FilmAuro, nome della società di produzione cinematografica che ha prodotto il film, di proprietà di Aurelio De Laurentiis.
La colonna sonora del film è stata composta dallo stesso Greg e da Attilio Di Giovanni, che da anni collaborano per la realizzazione di musiche per il teatro, la radio ed il cinema.

## Incassi
Nel suo primo weekend di programmazione, il film ha raccolto 1.934.425 euro. Dopo dieci giorni di programmazione la pellicola raggiunge la quota di 8.428.532 euro. Il film conclude i suoi incassi con 10.861.000 euro.